# Elezioni amministrative in Italia del 1994
Le elezioni amministrative in Italia del 1994 si sono tenute il 12 giugno (primo turno, in contemporanea con le europee) e il 26 giugno (ballottaggi). In nessuno dei venti comuni capoluoghi di provincia in cui si è votato il sindaco è stato eletto al primo turno.
A Lucca, le elezioni hanno avuto luogo il 26 giugno e il 10 luglio, giacché il TAR aveva accolto il ricorso dei pattisti.
Una seconda tornata elettorale ha avuto luogo il 20 novembre (primo turno) e il 4 dicembre (secondo turno). Dei sette comuni capoluogo di provincia interessati dal voto, solo a Pisa non si è reso necessario il ballottaggio.
Nei comuni capoluogo si ebbero 15 successi di alleanze basate sul PDS (più 4 sindaci siculi), 1 la vittoria della Lega Nord e 1 di alleanze del PPI, 7 le affermazioni di alleanze di Forza Italia (più un sindaco siculo). Si contò il primo cambio di controllo, da sinistra a destra, in un comune andato subito in crisi dopo l’elezione dell’anno prima.
Nelle province furono 3 le vittorie di alleanze basate sul PDS (più 3 presidenze sicule), e 2 le vittorie delle coalizioni di Forza Italia (più 6 presidenze sicule).

## Elezioni comunali del giugno 1994

### Piemonte

#### Asti
| Candidati                            | Candidati                              | II turno                               | II turno                               | I turno | I turno | Liste                              | Voti   | %     | Seggi |
| Candidati                            | Candidati                              | Voti                                   | %                                      | Voti    | %       | Liste                              | Voti   | %     | Seggi |
| ------------------------------------ | -------------------------------------- | -------------------------------------- | -------------------------------------- | ------- | ------- | ---------------------------------- | ------ | ----- | ----- |
|                                      | Alberto Bianchino ✔️ Sindaco           | 20 892                                 | 56,86                                  | 13 951  | 28,73   | Partito Democratico della Sinistra | 5 007  | 11,76 | 11    |
| Partito della Rifondazione Comunista | Alberto Bianchino ✔️ Sindaco           | 20 892                                 | 56,86                                  | 13 951  | 28,73   | 4 817                              | 11,31  | 10    |       |
| Vivere la Città                      | Alberto Bianchino ✔️ Sindaco           | 20 892                                 | 56,86                                  | 13 951  | 28,73   | 1 794                              | 4,21   | 3     |       |
|                                      | Giuseppe Nosenzo eletto consigliere    | 15 850                                 | 43,14                                  | 16 725  | 34,44   | Forza Italia                       | 12 291 | 28,86 | 6     |
| Alleanza Nazionale                   | Giuseppe Nosenzo eletto consigliere    | 15 850                                 | 43,14                                  | 16 725  | 34,44   | 2 535                              | 5,95   | 1     |       |
| Seggio di coalizione                 | Seggio di coalizione                   | Seggio di coalizione                   | 43,14                                  | 16 725  | 34,44   | 1                                  |        |       |       |
|                                      | Antonio Ferrero eletto consigliere     | Antonio Ferrero eletto consigliere     | Antonio Ferrero eletto consigliere     | 8 651   | 17,81   | Lega Nord                          | 7 301  | 17,14 | 3     |
| Seggio di coalizione                 | Seggio di coalizione                   | Seggio di coalizione                   | Antonio Ferrero eletto consigliere     | 8 651   | 17,81   | 1                                  |        |       |       |
|                                      | Pier Paolo Gherlone eletto consigliere | Pier Paolo Gherlone eletto consigliere | Pier Paolo Gherlone eletto consigliere | 6 978   | 14,37   | Partito Popolare Italiano          | 6 696  | 15,72 | 3     |
| Seggio di coalizione                 | Seggio di coalizione                   | Seggio di coalizione                   | Pier Paolo Gherlone eletto consigliere | 6 978   | 14,37   | 1                                  |        |       |       |
|                                      | Renato Longo                           | Renato Longo                           | Renato Longo                           | 1 300   | 2,68    | Lista Pannella - Riformatori       | 1 319  | 3,10  | –     |
|                                      | Enzo Ceppani                           | Enzo Ceppani                           | Enzo Ceppani                           | 956     | 1,97    | Alleanza Astigiana                 | 826    | 1,94  | –     |
| Totale                               | Totale                                 | 36 742                                 | 100                                    | 48 561  | 100     |                                    | 42 586 | 100   | 40    |
|                                      |                                        |                                        |                                        |         |         |                                    |        |       |       |
| Fonte: Ministero dell'interno        |                                        |                                        |                                        |         |         |                                    |        |       |       |

### Lombardia

#### Como
| Candidati                            | Candidati                | II turno             | II turno          | I turno | I turno | Liste                          | Voti   | %     | Seggi |
| Candidati                            | Candidati                | Voti                 | %                 | Voti    | %       | Liste                          | Voti   | %     | Seggi |
| ------------------------------------ | ------------------------ | -------------------- | ----------------- | ------- | ------- | ------------------------------ | ------ | ----- | ----- |
|                                      | Alberto Botta ✔️ Sindaco | 22 461               | 54,46             | 23 787  | 40,53   | Forza Italia                   | 12 851 | 24,65 | 16    |
| Alleanza Nazionale                   | Alberto Botta ✔️ Sindaco | 22 461               | 54,46             | 23 787  | 40,53   | 5 584                          | 10,71  | 6     |       |
| Centro Cristiano Democratico         | Alberto Botta ✔️ Sindaco | 22 461               | 54,46             | 23 787  | 40,53   | 1 805                          | 3,46   | 2     |       |
|                                      | Maurizio Mantero         | 18 784               | 45,54             | 9 087   | 15,48   | Como per Como                  | 8 022  | 15,39 | 3     |
| Seggio di coalizione                 | Seggio di coalizione     | Seggio di coalizione | 45,54             | 9 087   | 15,48   | 1                              |        |       |       |
|                                      | Alberto Frigerio         | Alberto Frigerio     | Alberto Frigerio  | 7 871   | 13,41   | Lega Nord                      | 7 772  | 14,91 | 3     |
| Seggio di coalizione                 | Seggio di coalizione     | Seggio di coalizione | Alberto Frigerio  | 7 871   | 13,41   | 1                              |        |       |       |
|                                      | Aniello Rinaldi          | Aniello Rinaldi      | Aniello Rinaldi   | 7 559   | 12,88   | Progressisti                   | 4 879  | 9,36  | 2     |
| Partito della Rifondazione Comunista | Aniello Rinaldi          | Aniello Rinaldi      | Aniello Rinaldi   | 7 559   | 12,88   | 1 857                          | 3,56   | –     |       |
| Seggio di coalizione                 | Seggio di coalizione     | Seggio di coalizione | Aniello Rinaldi   | 7 559   | 12,88   | 1                              |        |       |       |
|                                      | Adriano Sampietro        | Adriano Sampietro    | Adriano Sampietro | 5 758   | 9,81    | Partito Popolare Italiano      | 5 611  | 10,76 | 2     |
| Seggio di coalizione                 | Seggio di coalizione     | Seggio di coalizione | Adriano Sampietro | 5 758   | 9,81    | 1                              |        |       |       |
|                                      | Bruno Magatti            | Bruno Magatti        | Bruno Magatti     | 4 387   | 7,47    | Progetto Per Amministrare Como | 3 553  | 6,81  | 1     |
| Seggio di coalizione                 | Seggio di coalizione     | Seggio di coalizione | Bruno Magatti     | 4 387   | 7,47    | 1                              |        |       |       |
|                                      | Pierangelo Brivio        | Pierangelo Brivio    | Pierangelo Brivio | 246     | 0,42    | Alleanza Lombarda Autonomia    | 205    | 0,39  | –     |
| Totale                               | Totale                   | 41 245               | 100               | 58 695  | 100     |                                | 52 139 | 100   | 40    |
|                                      |                          |                      |                   |         |         |                                |        |       |       |
| Fonte: Ministero dell'interno        |                          |                      |                   |         |         |                                |        |       |       |

### Veneto

#### Rovigo
| Candidati                            | Candidati                  | II turno             | II turno             | I turno | I turno | Liste                     | Voti   | %     | Seggi |
| Candidati                            | Candidati                  | Voti                 | %                    | Voti    | %       | Liste                     | Voti   | %     | Seggi |
| ------------------------------------ | -------------------------- | -------------------- | -------------------- | ------- | ------- | ------------------------- | ------ | ----- | ----- |
|                                      | Fabio Baratella ✔️ Sindaco | 15 626               | 55,26                | 9 690   | 28,24   | Per Rovigo                | 4 214  | 13,49 | 9     |
| Partito della Rifondazione Comunista | Fabio Baratella ✔️ Sindaco | 15 626               | 55,26                | 9 690   | 28,24   | 3 001                     | 9,60   | 7     |       |
| Città Futura                         | Fabio Baratella ✔️ Sindaco | 15 626               | 55,26                | 9 690   | 28,24   | 1 275                     | 4,08   | 3     |       |
|                                      | Paolo Bellini              | 12 652               | 44,74                | 8 316   | 24,24   | Lista Area Governo        | 7 970  | 25,51 | 6     |
| Seggio di coalizione                 | Seggio di coalizione       | Seggio di coalizione | 44,74                | 8 316   | 24,24   | 1                         |        |       |       |
|                                      | Carlo Vallin               | Carlo Vallin         | Carlo Vallin         | 8 097   | 23,60   | Partito Popolare Italiano | 4 239  | 13,57 | 3     |
| Azione Comune (A)                    | Carlo Vallin               | Carlo Vallin         | Carlo Vallin         | 8 097   | 23,60   | 2 027                     | 6,49   | 3     |       |
| Lista Giovane (B)                    | Carlo Vallin               | Carlo Vallin         | Carlo Vallin         | 8 097   | 23,60   | 688                       | 2,20   | 1     |       |
| Seggio di coalizione                 | Seggio di coalizione       | Seggio di coalizione | Carlo Vallin         | 8 097   | 23,60   | 1                         |        |       |       |
|                                      | Giuseppe Osti              | Giuseppe Osti        | Giuseppe Osti        | 4 278   | 12,47   | Insieme                   | 3 948  | 12,64 | 2     |
| Seggio di coalizione                 | Seggio di coalizione       | Seggio di coalizione | Giuseppe Osti        | 4 278   | 12,47   | 1                         |        |       |       |
|                                      | Gabriele Della Gatta       | Gabriele Della Gatta | Gabriele Della Gatta | 3 928   | 11,45   | Lega Nord (C)             | 3 884  | 12,43 | 2     |
| Seggio di coalizione                 | Seggio di coalizione       | Seggio di coalizione | Gabriele Della Gatta | 3 928   | 11,45   | 1                         |        |       |       |
| Totale                               | Totale                     | 28 278               | 100                  | 34 309  | 100     |                           | 31 246 | 100   | 40    |
|                                      |                            |                      |                      |         |         |                           |        |       |       |
| Fonte: Ministero dell'interno        |                            |                      |                      |         |         |                           |        |       |       |

#### Verona
| Candidati                            | Candidati                 | II turno             | II turno             | I turno | I turno | Liste                              | Voti    | %     | Seggi |
| Candidati                            | Candidati                 | Voti                 | %                    | Voti    | %       | Liste                              | Voti    | %     | Seggi |
| ------------------------------------ | ------------------------- | -------------------- | -------------------- | ------- | ------- | ---------------------------------- | ------- | ----- | ----- |
|                                      | Michela Sironi ✔️ Sindaco | 74 032               | 61,51                | 50 314  | 29,50   | Forza Italia - CCD                 | 45 235  | 28,58 | 14    |
| Alleanza Verde                       | Michela Sironi ✔️ Sindaco | 74 032               | 61,51                | 50 314  | 29,50   | 1 097                              | 0,69    | –     |       |
| Partito della Legge Naturale         | Michela Sironi ✔️ Sindaco | 74 032               | 61,51                | 50 314  | 29,50   | 494                                | 0,31    | –     |       |
|                                      | Dario Donella             | 46 316               | 38,49                | 38 610  | 22,64   | Partito Democratico della Sinistra | 16 157  | 10,21 | 4     |
| Partito della Rifondazione Comunista | Dario Donella             | 46 316               | 38,49                | 38 610  | 22,64   | 6 640                              | 4,20    | 2     |       |
| Federazione dei Verdi                | Dario Donella             | 46 316               | 38,49                | 38 610  | 22,64   | 5 434                              | 3,43    | 1     |       |
| Alleanza per Verona                  | Dario Donella             | 46 316               | 38,49                | 38 610  | 22,64   | 4 245                              | 2,68    | 1     |       |
| Seggio di coalizione                 | Seggio di coalizione      | Seggio di coalizione | 38,49                | 38 610  | 22,64   | 1                                  |         |       |       |
|                                      | Giovanni Maccagnani       | Giovanni Maccagnani  | Giovanni Maccagnani  | 29 461  | 17,27   | Lega Nord (A)                      | 28 261  | 17,86 | 8     |
| Seggio di coalizione                 | Seggio di coalizione      | Seggio di coalizione | Giovanni Maccagnani  | 29 461  | 17,27   | 1                                  |         |       |       |
|                                      | Gian Antonio Vaccaro      | Gian Antonio Vaccaro | Gian Antonio Vaccaro | 24 629  | 14,44   | Partito Popolare Italiano          | 24 473  | 15,46 | 6     |
| Seggio di coalizione                 | Seggio di coalizione      | Seggio di coalizione | Gian Antonio Vaccaro | 24 629  | 14,44   | 1                                  |         |       |       |
|                                      | Massimo Galli Righi       | Massimo Galli Righi  | Massimo Galli Righi  | 16 242  | 9,52    | Alleanza Nazionale (B)             | 15 565  | 9,84  | 4     |
| Seggio di coalizione                 | Seggio di coalizione      | Seggio di coalizione | Massimo Galli Righi  | 16 242  | 9,52    | 1                                  |         |       |       |
|                                      | Elmo Padovani             | Elmo Padovani        | Elmo Padovani        | 5 647   | 3,31    | Patto Segni                        | 5 315   | 3,36  | –     |
| Seggio di coalizione                 | Seggio di coalizione      | Seggio di coalizione | Elmo Padovani        | 5 647   | 3,31    | 1                                  |         |       |       |
|                                      | Massimo Guerra            | Massimo Guerra       | Massimo Guerra       | 4 553   | 2,67    | Lega Autonomia Veneta              | 4 308   | 2,72  | –     |
| Seggio di coalizione                 | Seggio di coalizione      | Seggio di coalizione | Massimo Guerra       | 4 553   | 2,67    | 1                                  |         |       |       |
|                                      | Antonio Barzon            | Antonio Barzon       | Antonio Barzon       | 1 107   | 0,65    | Liga Repubblica Veneta             | 1 034   | 0,65  | –     |
| Totale                               | Totale                    | 120 348              | 100                  | 170 563 | 100     |                                    | 158 258 | 100   | 46    |
|                                      |                           |                      |                      |         |         |                                    |         |       |       |
| Fonte: Ministero dell'interno        |                           |                      |                      |         |         |                                    |         |       |       |

### Friuli-Venezia Giulia

#### Gorizia
| Candidati                     | Candidati                  | II turno             | II turno        | I turno | I turno | Liste                     | Voti   | %     | Seggi |
| Candidati                     | Candidati                  | Voti                 | %               | Voti    | %       | Liste                     | Voti   | %     | Seggi |
| ----------------------------- | -------------------------- | -------------------- | --------------- | ------- | ------- | ------------------------- | ------ | ----- | ----- |
|                               | Gaetano Valenti ✔️ Sindaco | 12 807               | 57,66           | 11 424  | 42,13   | Forza Italia              | 6 219  | 27,94 | 16    |
| Alleanza Nazionale            | Gaetano Valenti ✔️ Sindaco | 12 807               | 57,66           | 11 424  | 42,13   | 2 940                     | 13,21  | 8     |       |
|                               | Bruno Crocetti             | 9 403                | 42,34           | 7 436   | 27,42   | Progressisti              | 3 314  | 14,89 | 4     |
| Unione Slovena                | Bruno Crocetti             | 9 403                | 42,34           | 7 436   | 27,42   | 1 389                     | 6,24   | 1     |       |
| Cittadini per l'Isontino      | Bruno Crocetti             | 9 403                | 42,34           | 7 436   | 27,42   | 1 383                     | 6,21   | 1     |       |
| Seggio di coalizione          | Seggio di coalizione       | Seggio di coalizione | 42,34           | 7 436   | 27,42   | 1                         |        |       |       |
|                               | Ennio Geromin              | Ennio Geromin        | Ennio Geromin   | 5 263   | 19,41   | Partito Popolare Italiano | 3 028  | 13,60 | 3     |
| Lega Nord                     | Ennio Geromin              | Ennio Geromin        | Ennio Geromin   | 5 263   | 19,41   | 1 594                     | 7,16   | 2     |       |
| Seggio di coalizione          | Seggio di coalizione       | Seggio di coalizione | Ennio Geromin   | 5 263   | 19,41   | 1                         |        |       |       |
|                               | Renato Fiorelli            | Renato Fiorelli      | Renato Fiorelli | 2 993   | 11,04   | Alleanza Verde - FVG      | 2 390  | 10,74 | 2     |
| Seggio di coalizione          | Seggio di coalizione       | Seggio di coalizione | Renato Fiorelli | 2 993   | 11,04   | 1                         |        |       |       |
| Totale                        | Totale                     | 22 210               | 100             | 27 116  | 100     |                           | 22 257 | 100   | 40    |
|                               |                            |                      |                 |         |         |                           |        |       |       |
| Fonte: Ministero dell'interno |                            |                      |                 |         |         |                           |        |       |       |

### Liguria

#### Savona
| Candidati                            | Candidati                     | II turno             | II turno         | I turno | I turno | Liste                              | Voti   | %     | Seggi |
| Candidati                            | Candidati                     | Voti                 | %                | Voti    | %       | Liste                              | Voti   | %     | Seggi |
| ------------------------------------ | ----------------------------- | -------------------- | ---------------- | ------- | ------- | ---------------------------------- | ------ | ----- | ----- |
|                                      | Francesco Gervasio ✔️ Sindaco | 22 761               | 52,92            | 22 507  | 47,10   | Forza Italia                       | 8 548  | 21,12 | 11    |
| Lega Nord                            | Francesco Gervasio ✔️ Sindaco | 22 761               | 52,92            | 22 507  | 47,10   | 6 066                              | 14,99  | 8     |       |
| Partito Popolare Italiano            | Francesco Gervasio ✔️ Sindaco | 22 761               | 52,92            | 22 507  | 47,10   | 4 389                              | 10,85  | 5     |       |
|                                      | Aldo Pastore                  | 20 246               | 47,08            | 20 665  | 43,24   | Savona Progressista                | 10 975 | 27,12 | 9     |
| Partito della Rifondazione Comunista | Aldo Pastore                  | 20 246               | 47,08            | 20 665  | 43,24   | 4 676                              | 11,56  | 4     |       |
| La Rete - Verdi Alternativi          | Aldo Pastore                  | 20 246               | 47,08            | 20 665  | 43,24   | 1 202                              | 2,97   | 1     |       |
| Partito Pensionati                   | Aldo Pastore                  | 20 246               | 47,08            | 20 665  | 43,24   | 398                                | 0,98   | –     |       |
| Seggio di coalizione                 | Seggio di coalizione          | Seggio di coalizione | 47,08            | 20 665  | 43,24   | 1                                  |        |       |       |
|                                      | Ugo Ghione                    | Ugo Ghione           | Ugo Ghione       | 1 766   | 3,70    | Alleanza Nazionale                 | 1 699  | 4,20  | –     |
| Seggio di coalizione                 | Seggio di coalizione          | Seggio di coalizione | Ugo Ghione       | 1 766   | 3,70    | 1                                  |        |       |       |
|                                      | Stefano Bosio                 | Stefano Bosio        | Stefano Bosio    | 1 279   | 2,68    | Movimento Federalista Savonese (A) | 1 034  | 2,56  | –     |
|                                      | Giampiero Suetta              | Giampiero Suetta     | Giampiero Suetta | 988     | 2,07    | Federazione dei Verdi              | 851    | 2,10  | –     |
|                                      | Alfonso Lepore                | Alfonso Lepore       | Alfonso Lepore   | 582     | 1,22    | Arco Azzurro                       | 626    | 1,55  | –     |
| Totale                               | Totale                        | 43 007               | 100              | 47 787  | 100     |                                    | 40 464 | 100   | 40    |
|                                      |                               |                      |                  |         |         |                                    |        |       |       |
| Fonte: Ministero dell'interno        |                               |                      |                  |         |         |                                    |        |       |       |

### Emilia-Romagna

#### Parma
| Candidati                     | Candidati                    | II turno             | II turno           | I turno | I turno | Liste                                | Voti    | %     | Seggi |
| Candidati                     | Candidati                    | Voti                 | %                  | Voti    | %       | Liste                                | Voti    | %     | Seggi |
| ----------------------------- | ---------------------------- | -------------------- | ------------------ | ------- | ------- | ------------------------------------ | ------- | ----- | ----- |
|                               | Stefano Lavagetto ✔️ Sindaco | 51 588               | 54,74              | 37 299  | 31,26   | Partito Democratico della Sinistra   | 30 069  | 29,82 | 23    |
| Parma Futura                  | Stefano Lavagetto ✔️ Sindaco | 51 588               | 54,74              | 37 299  | 31,26   | 1 999                                | 1,98    | 1     |       |
|                               | Angelo Busani                | 42 650               | 45,26              | 34 700  | 29,09   | Forza Italia                         | 20 543  | 20,37 | 5     |
| Alleanza Nazionale            | Angelo Busani                | 42 650               | 45,26              | 34 700  | 29,09   | 5 683                                | 5,64    | 1     |       |
| Centro Cristiano Democratico  | Angelo Busani                | 42 650               | 45,26              | 34 700  | 29,09   | 1 558                                | 1,54    | –     |       |
| Lista Pannella - Riformatori  | Angelo Busani                | 42 650               | 45,26              | 34 700  | 29,09   | 911                                  | 0,90    | –     |       |
| Seggio di coalizione          | Seggio di coalizione         | Seggio di coalizione | 45,26              | 34 700  | 29,09   | 1                                    |         |       |       |
|                               | Elvio Ubaldi                 | Elvio Ubaldi         | Elvio Ubaldi       | 19 176  | 16,07   | Civiltà Parmigiana                   | 16 366  | 16,23 | 3     |
| Seggio di coalizione          | Seggio di coalizione         | Seggio di coalizione | Elvio Ubaldi       | 19 176  | 16,07   | 1                                    |         |       |       |
|                               | Giuseppe Zampella            | Giuseppe Zampella    | Giuseppe Zampella  | 11 620  | 9,74    | Lega Nord (A)                        | 10 596  | 10,51 | 2     |
| Seggio di coalizione          | Seggio di coalizione         | Seggio di coalizione | Giuseppe Zampella  | 11 620  | 9,74    | 1                                    |         |       |       |
|                               | Giovanni Caligaris           | Giovanni Caligaris   | Giovanni Caligaris | 8 707   | 7,30    | Federazione dei Verdi                | 4 013   | 3,98  | –     |
| Città Viva                    | Giovanni Caligaris           | Giovanni Caligaris   | Giovanni Caligaris | 8 707   | 7,30    | 1 739                                | 1,72    | –     |       |
| Seggio di coalizione          | Seggio di coalizione         | Seggio di coalizione | Giovanni Caligaris | 8 707   | 7,30    | 1                                    |         |       |       |
|                               | Vittorio Parisi              | Vittorio Parisi      | Vittorio Parisi    | 7 803   | 6,54    | Partito della Rifondazione Comunista | 7 367   | 7,31  | –     |
| Seggio di coalizione          | Seggio di coalizione         | Seggio di coalizione | Vittorio Parisi    | 7 803   | 6,54    | 1                                    |         |       |       |
| Totale                        | Totale                       | 94 238               | 100                | 119 305 | 100     |                                      | 100 844 | 100   | 40    |
|                               |                              |                      |                    |         |         |                                      |         |       |       |
| Fonte: Ministero dell'interno |                              |                      |                    |         |         |                                      |         |       |       |

#### Piacenza
| Candidati                       | Candidati                  | II turno             | II turno             | I turno | I turno | Liste                                | Voti   | %     | Seggi |
| Candidati                       | Candidati                  | Voti                 | %                    | Voti    | %       | Liste                                | Voti   | %     | Seggi |
| ------------------------------- | -------------------------- | -------------------- | -------------------- | ------- | ------- | ------------------------------------ | ------ | ----- | ----- |
|                                 | Giacomo Vaciago ✔️ Sindaco | 31 259               | 51,04                | 23 551  | 32,00   | Partito Democratico della Sinistra   | 12 001 | 18,16 | 15    |
| Alleanza per Piacenza           | Giacomo Vaciago ✔️ Sindaco | 31 259               | 51,04                | 23 551  | 32,00   | 4 344                                | 6,57   | 5     |       |
| Federazione dei Verdi - La Rete | Giacomo Vaciago ✔️ Sindaco | 31 259               | 51,04                | 23 551  | 32,00   | 2 782                                | 4,21   | 3     |       |
|                                 | Paolo Passoni              | 29 983               | 48,96                | 23 201  | 31,52   | Forza Italia                         | 14 838 | 22,46 | 5     |
| Alleanza Nazionale              | Paolo Passoni              | 29 983               | 48,96                | 23 201  | 31,52   | 6 456                                | 9,77   | 2     |       |
| Seggio di coalizione            | Seggio di coalizione       | Seggio di coalizione | 48,96                | 23 201  | 31,52   | 1                                    |        |       |       |
|                                 | Stefano Ferrari            | Stefano Ferrari      | Stefano Ferrari      | 13 666  | 18,57   | Partito Popolare Italiano            | 6 578  | 9,96  | 2     |
| Lista Civica                    | Stefano Ferrari            | Stefano Ferrari      | Stefano Ferrari      | 13 666  | 18,57   | 4 699                                | 7,11   | 2     |       |
| Lista Pensionati (A)            | Stefano Ferrari            | Stefano Ferrari      | Stefano Ferrari      | 13 666  | 18,57   | 1 346                                | 2,04   | –     |       |
| Seggio di coalizione            | Seggio di coalizione       | Seggio di coalizione | Stefano Ferrari      | 13 666  | 18,57   | 1                                    |        |       |       |
|                                 | Giorgio Alessandrini       | Giorgio Alessandrini | Giorgio Alessandrini | 8 095   | 11,00   | Lega Nord                            | 7 793  | 11,79 | 2     |
| Seggio di coalizione            | Seggio di coalizione       | Seggio di coalizione | Giorgio Alessandrini | 8 095   | 11,00   | 1                                    |        |       |       |
|                                 | Marioluigi Bruschini       | Marioluigi Bruschini | Marioluigi Bruschini | 3 099   | 4,21    | Partito della Rifondazione Comunista | 3 353  | 5,07  | –     |
| Seggio di coalizione            | Seggio di coalizione       | Seggio di coalizione | Marioluigi Bruschini | 3 099   | 4,21    | 1                                    |        |       |       |
|                                 | Giovanni Rossi             | Giovanni Rossi       | Giovanni Rossi       | 1 484   | 2,02    | Lista Ecologica                      | 1 437  | 2,17  | –     |
|                                 | Franco Mazzocchi           | Franco Mazzocchi     | Franco Mazzocchi     | 504     | 0,68    | Lista Civica (B)                     | 449    | 0,68  | –     |
| Totale                          | Totale                     | 61 242               | 100                  | 73 600  | 100     |                                      | 66 076 | 100   | 40    |
|                                 |                            |                      |                      |         |         |                                      |        |       |       |
| Fonte: Ministero dell'interno   |                            |                      |                      |         |         |                                      |        |       |       |

### Toscana

#### Lucca
| Candidati                     | Candidati                   | II turno              | II turno              | I turno | I turno | Liste                                              | Voti   | %     | Seggi |
| Candidati                     | Candidati                   | Voti                  | %                     | Voti    | %       | Liste                                              | Voti   | %     | Seggi |
| ----------------------------- | --------------------------- | --------------------- | --------------------- | ------- | ------- | -------------------------------------------------- | ------ | ----- | ----- |
|                               | Giulio Lazzarini ✔️ Sindaco | 20 544                | 53,04                 | 15 360  | 30,71   | Vivere Lucca (PDS - PPI)                           | 13 618 | 29,74 | 24    |
|                               | Massimo Bulckaen            | 18 189                | 46,96                 | 15 224  | 30,44   | Forza Italia - LMP - Lega Nord - CCD - Città Nuova | 14 216 | 31,05 | 7     |
| Seggio di coalizione          | Seggio di coalizione        | Seggio di coalizione  | 46,96                 | 15 224  | 30,44   | 1                                                  |        |       |       |
|                               | Domenico Riccio             | Domenico Riccio       | Domenico Riccio       | 7 469   | 14,94   | Alleanza Nazionale (A)                             | 6 973  | 15,23 | 3     |
| Seggio di coalizione          | Seggio di coalizione        | Seggio di coalizione  | Domenico Riccio       | 7 469   | 14,94   | 1                                                  |        |       |       |
|                               | Giuseppe Bertolucci         | Giuseppe Bertolucci   | Giuseppe Bertolucci   | 6 611   | 13,22   | Partito della Rifondazione Comunista               | 5 904  | 12,89 | 2     |
| Seggio di coalizione          | Seggio di coalizione        | Seggio di coalizione  | Giuseppe Bertolucci   | 6 611   | 13,22   | 1                                                  |        |       |       |
|                               | Mario Giannini              | Mario Giannini        | Mario Giannini        | 2 185   | 4,37    | Patto Segni                                        | 2 187  | 4,78  | –     |
| Seggio di coalizione          | Seggio di coalizione        | Seggio di coalizione  | Mario Giannini        | 2 185   | 4,37    | 1                                                  |        |       |       |
|                               | Fabio Pio Lucchesi          | Fabio Pio Lucchesi    | Fabio Pio Lucchesi    | 1 872   | 3,74    | Federazione dei Verdi                              | 1 724  | 3,77  | –     |
|                               | Erina Imposti               | Erina Imposti         | Erina Imposti         | 878     | 1,76    | Caccia Pesca Ambiente                              | 807    | 1,76  | –     |
|                               | Alessandro Mazzarelli       | Alessandro Mazzarelli | Alessandro Mazzarelli | 411     | 0,82    | Movimento Autonomista Toscano                      | 360    | 0,79  | –     |
| Totale                        | Totale                      | 38 733                | 100                   | 50 010  | 100     |                                                    | 45 789 | 100   | 40    |
|                               |                             |                       |                       |         |         |                                                    |        |       |       |
| Fonte: Ministero dell'interno |                             |                       |                       |         |         |                                                    |        |       |       |

#### Pistoia
| Candidati                     | Candidati                 | II turno              | II turno              | I turno | I turno | Liste                                | Voti   | %     | Seggi |
| Candidati                     | Candidati                 | Voti                  | %                     | Voti    | %       | Liste                                | Voti   | %     | Seggi |
| ----------------------------- | ------------------------- | --------------------- | --------------------- | ------- | ------- | ------------------------------------ | ------ | ----- | ----- |
|                               | Lido Scarpetti ✔️ Sindaco | 26 963                | 62,06                 | 21 971  | 36,89   | Partito Democratico della Sinistra   | 15 787 | 29,96 | 18    |
| Federazione dei Verdi         | Lido Scarpetti ✔️ Sindaco | 26 963                | 62,06                 | 21 971  | 36,89   | 2 608                                | 4,95   | 3     |       |
| Società Valori                | Lido Scarpetti ✔️ Sindaco | 26 963                | 62,06                 | 21 971  | 36,89   | 424                                  | 0,80   | –     |       |
|                               | Maurizio Aldo Forleo      | 16 485                | 37,94                 | 14 052  | 23,59   | Lista Area Governo (FI - CCD)        | 8 174  | 15,51 | 5     |
| Alleanza Nazionale            | Maurizio Aldo Forleo      | 16 485                | 37,94                 | 14 052  | 23,59   | 4 174                                | 7,92   | 2     |       |
| Seggio di coalizione          | Seggio di coalizione      | Seggio di coalizione  | 37,94                 | 14 052  | 23,59   | 1                                    |        |       |       |
|                               | Egidio Luigi Bardelli     | Egidio Luigi Bardelli | Egidio Luigi Bardelli | 10 841  | 18,20   | Partito Popolare Italiano            | 4 699  | 8,92  | 3     |
| Pistoia Unita (A)             | Egidio Luigi Bardelli     | Egidio Luigi Bardelli | Egidio Luigi Bardelli | 10 841  | 18,20   | 3 385                                | 6,42   | 2     |       |
| Pistoia Sviluppo e Lavoro     | Egidio Luigi Bardelli     | Egidio Luigi Bardelli | Egidio Luigi Bardelli | 10 841  | 18,20   | 1 432                                | 2,72   | –     |       |
| Seggio di coalizione          | Seggio di coalizione      | Seggio di coalizione  | Egidio Luigi Bardelli | 10 841  | 18,20   | 1                                    |        |       |       |
|                               | Floriano Frosetti         | Floriano Frosetti     | Floriano Frosetti     | 6 162   | 10,35   | Partito della Rifondazione Comunista | 5 976  | 11,34 | 2     |
| Seggio di coalizione          | Seggio di coalizione      | Seggio di coalizione  | Floriano Frosetti     | 6 162   | 10,35   | 1                                    |        |       |       |
|                               | Fabrizio Tesi             | Fabrizio Tesi         | Fabrizio Tesi         | 2 299   | 3,86    | Alternativa Progressista             | 2 304  | 4,37  | –     |
| Seggio di coalizione          | Seggio di coalizione      | Seggio di coalizione  | Fabrizio Tesi         | 2 299   | 3,86    | 1                                    |        |       |       |
|                               | Giuliano Livi             | Giuliano Livi         | Giuliano Livi         | 1 799   | 3,02    | Partito Socialista Italiano          | 1 571  | 2,98  | –     |
| Seggio di coalizione          | Seggio di coalizione      | Seggio di coalizione  | Giuliano Livi         | 1 799   | 3,02    | 1                                    |        |       |       |
|                               | Vezio Gai                 | Vezio Gai             | Vezio Gai             | 1 596   | 2,68    | Lega Nord                            | 1 395  | 2,65  | –     |
|                               | Fabrizio Giannini         | Fabrizio Giannini     | Fabrizio Giannini     | 839     | 1,41    | Lista Civica                         | 761    | 1,44  | –     |
| Totale                        | Totale                    | 43 448                | 100                   | 59 559  | 100     |                                      | 52 690 | 100   | 40    |
|                               |                           |                       |                       |         |         |                                      |        |       |       |
| Fonte: Ministero dell'interno |                           |                       |                       |         |         |                                      |        |       |       |

### Lazio

#### Rieti
| Candidati                     | Candidati                    | II turno             | II turno         | I turno | I turno | Liste                                | Voti   | %     | Seggi |
| Candidati                     | Candidati                    | Voti                 | %                | Voti    | %       | Liste                                | Voti   | %     | Seggi |
| ----------------------------- | ---------------------------- | -------------------- | ---------------- | ------- | ------- | ------------------------------------ | ------ | ----- | ----- |
|                               | Antonio Cicchetti ✔️ Sindaco | 13 601               | 57,05            | 14 304  | 48,12   | Alleanza Nazionale                   | 6 768  | 25,67 | 13    |
| Forza Italia                  | Antonio Cicchetti ✔️ Sindaco | 13 601               | 57,05            | 14 304  | 48,12   | 3 376                                | 12,80  | 6     |       |
| Centro Cristiano Democratico  | Antonio Cicchetti ✔️ Sindaco | 13 601               | 57,05            | 14 304  | 48,12   | 2 140                                | 8,12   | 4     |       |
| Lega Nord                     | Antonio Cicchetti ✔️ Sindaco | 13 601               | 57,05            | 14 304  | 48,12   | 526                                  | 2,00   | 1     |       |
|                               | Roberto Lorenzetti           | 10 238               | 42,95            | 7 335   | 24,68   | Partito Democratico della Sinistra   | 4 189  | 15,89 | 5     |
| Mista Centro                  | Roberto Lorenzetti           | 10 238               | 42,95            | 7 335   | 24,68   | 1 977                                | 7,50   | 2     |       |
| Lista Civica                  | Roberto Lorenzetti           | 10 238               | 42,95            | 7 335   | 24,68   | 1 025                                | 3,89   | 1     |       |
| Seggio di coalizione          | Seggio di coalizione         | Seggio di coalizione | 42,95            | 7 335   | 24,68   | 1                                    |        |       |       |
|                               | Paolo Bigliocchi             | Paolo Bigliocchi     | Paolo Bigliocchi | 6 828   | 22,97   | Partito Popolare Italiano            | 2 758  | 10,46 | 3     |
| Alleanza per Rieti (A)        | Paolo Bigliocchi             | Paolo Bigliocchi     | Paolo Bigliocchi | 6 828   | 22,97   | 2 335                                | 8,86   | 2     |       |
| Seggio di coalizione          | Seggio di coalizione         | Seggio di coalizione | Paolo Bigliocchi | 6 828   | 22,97   | 1                                    |        |       |       |
|                               | Anita Lamb                   | Anita Lamb           | Anita Lamb       | 1 258   | 4,23    | Partito della Rifondazione Comunista | 1 271  | 4,82  | –     |
| Seggio di coalizione          | Seggio di coalizione         | Seggio di coalizione | Anita Lamb       | 1 258   | 4,23    | 1                                    |        |       |       |
| Totale                        | Totale                       | 23 839               | 100              | 29 725  | 100     |                                      | 26 365 | 100   | 40    |
|                               |                              |                      |                  |         |         |                                      |        |       |       |
| Fonte: Ministero dell'interno |                              |                      |                  |         |         |                                      |        |       |       |

### Abruzzo

#### L'Aquila
| Candidati                                        | Candidati                        | II turno             | II turno         | I turno | I turno | Liste                                  | Voti   | %     | Seggi |
| Candidati                                        | Candidati                        | Voti                 | %                | Voti    | %       | Liste                                  | Voti   | %     | Seggi |
| ------------------------------------------------ | -------------------------------- | -------------------- | ---------------- | ------- | ------- | -------------------------------------- | ------ | ----- | ----- |
|                                                  | Antonio Carmine Centi ✔️ Sindaco | 20 029               | 57,01            | 14 293  | 32,51   | Partito Democratico della Sinistra     | 8 105  | 20,51 | 17    |
| Uniti per l'Aquila                               | Antonio Carmine Centi ✔️ Sindaco | 20 029               | 57,01            | 14 293  | 32,51   | 3 122                                  | 7,90   | 6     |       |
| La Rete                                          | Antonio Carmine Centi ✔️ Sindaco | 20 029               | 57,01            | 14 293  | 32,51   | 788                                    | 1,99   | 1     |       |
|                                                  | Gianfranco Volpe                 | 15 101               | 42,99            | 11 782  | 26,80   | Forza Italia - CCD                     | 5 407  | 13,68 | 3     |
| Alleanza Nazionale                               | Gianfranco Volpe                 | 15 101               | 42,99            | 11 782  | 26,80   | 4 715                                  | 11,93  | 3     |       |
| Lega Nord                                        | Gianfranco Volpe                 | 15 101               | 42,99            | 11 782  | 26,80   | 305                                    | 0,77   | –     |       |
| Seggio di coalizione                             | Seggio di coalizione             | Seggio di coalizione | 42,99            | 11 782  | 26,80   | 1                                      |        |       |       |
|                                                  | Attilio Cecchini                 | Attilio Cecchini     | Attilio Cecchini | 10 214  | 23,23   | Partito Popolare Italiano              | 6 871  | 17,38 | 4     |
| Progressisti - AD - Alleanza per le Municipalità | Attilio Cecchini                 | Attilio Cecchini     | Attilio Cecchini | 10 214  | 23,23   | 2 497                                  | 6,32   | 1     |       |
| Seggio di coalizione                             | Seggio di coalizione             | Seggio di coalizione | Attilio Cecchini | 10 214  | 23,23   | 1                                      |        |       |       |
|                                                  | Corrado Ruggeri                  | Corrado Ruggeri      | Corrado Ruggeri  | 3 833   | 8,72    | Movimento Aquilano per il Buon Governo | 2 614  | 6,61  | 1     |
| Riformatori per l'Aquila                         | Corrado Ruggeri                  | Corrado Ruggeri      | Corrado Ruggeri  | 3 833   | 8,72    | 1 118                                  | 2,83   | –     |       |
| Seggio di coalizione                             | Seggio di coalizione             | Seggio di coalizione | Corrado Ruggeri  | 3 833   | 8,72    | 1                                      |        |       |       |
|                                                  | Carlo Benedetti                  | Carlo Benedetti      | Carlo Benedetti  | 1 802   | 4,10    | Partito della Rifondazione Comunista   | 1 843  | 4,66  | –     |
| Seggio di coalizione                             | Seggio di coalizione             | Seggio di coalizione | Carlo Benedetti  | 1 802   | 4,10    | 1                                      |        |       |       |
|                                                  | Antonio Mazzotta                 | Antonio Mazzotta     | Antonio Mazzotta | 1 233   | 2,80    | Città Nuova                            | 1 414  | 3,58  | –     |
|                                                  | Onorino Vespa                    | Onorino Vespa        | Onorino Vespa    | 810     | 1,84    | Forza L'Aquila                         | 725    | 1,83  | –     |
| Totale                                           | Totale                           | 35 130               | 100              | 43 967  | 100     |                                        | 39 524 | 100   | 40    |
|                                                  |                                  |                      |                  |         |         |                                        |        |       |       |
| Fonte: Ministero dell'interno                    |                                  |                      |                  |         |         |                                        |        |       |       |

### Basilicata

#### Matera
| Candidati                     | Candidati                 | II turno                | II turno                | I turno | I turno | Liste                     | Voti   | %     | Seggi |
| Candidati                     | Candidati                 | Voti                    | %                       | Voti    | %       | Liste                     | Voti   | %     | Seggi |
| ----------------------------- | ------------------------- | ----------------------- | ----------------------- | ------- | ------- | ------------------------- | ------ | ----- | ----- |
|                               | Mario Manfredi ✔️ Sindaco | 19 080                  | 61,15                   | 13 053  | 36,72   | Progressisti              | 11 145 | 32,30 | 24    |
|                               | Domenico Andriulli        | 12 124                  | 38,85                   | 13 069  | 36,77   | Forza Italia              | 5 481  | 15,88 | 4     |
| Alleanza Nazionale            | Domenico Andriulli        | 12 124                  | 38,85                   | 13 069  | 36,77   | 4 010                     | 11,62  | 2     |       |
| Centro Cristiano Democratico  | Domenico Andriulli        | 12 124                  | 38,85                   | 13 069  | 36,77   | 2 785                     | 8,07   | 2     |       |
| Unione di Centro              | Domenico Andriulli        | 12 124                  | 38,85                   | 13 069  | 36,77   | 1 369                     | 3,97   | 1     |       |
| Seggio di coalizione          | Seggio di coalizione      | Seggio di coalizione    | 38,85                   | 13 069  | 36,77   | 1                         |        |       |       |
|                               | Francesco Antonio Vespe   | Francesco Antonio Vespe | Francesco Antonio Vespe | 3 685   | 10,37   | Partito Popolare Italiano | 3 526  | 10,22 | 1     |
| Seggio di coalizione          | Seggio di coalizione      | Seggio di coalizione    | Francesco Antonio Vespe | 3 685   | 10,37   | 1                         |        |       |       |
|                               | Ettore Massari            | Ettore Massari          | Ettore Massari          | 3 632   | 10,22   | Mista di Centro           | 4 265  | 12,36 | 2     |
| Seggio di coalizione          | Seggio di coalizione      | Seggio di coalizione    | Ettore Massari          | 3 632   | 10,22   | 1                         |        |       |       |
|                               | Leonardo Pinto            | Leonardo Pinto          | Leonardo Pinto          | 2 104   | 5,92    | Lista Civica              | 1 926  | 5,58  | –     |
| Seggio di coalizione          | Seggio di coalizione      | Seggio di coalizione    | Leonardo Pinto          | 2 104   | 5,92    | 1                         |        |       |       |
| Totale                        | Totale                    | 31 204                  | 100                     | 35 543  | 100     |                           | 34 507 | 100   | 40    |
|                               |                           |                         |                         |         |         |                           |        |       |       |
| Fonte: Ministero dell'interno |                           |                         |                         |         |         |                           |        |       |       |

### Calabria

#### Catanzaro
| Candidati                            | Candidati                   | II turno             | II turno        | I turno | I turno | Liste                     | Voti   | %     | Seggi |
| Candidati                            | Candidati                   | Voti                 | %               | Voti    | %       | Liste                     | Voti   | %     | Seggi |
| ------------------------------------ | --------------------------- | -------------------- | --------------- | ------- | ------- | ------------------------- | ------ | ----- | ----- |
|                                      | Benito Gualtieri ✔️ Sindaco | 19 889               | 55,06           | 17 804  | 31,81   | Partito Popolare Italiano | 5 833  | 11,30 | 9     |
| Polo Civico                          | Benito Gualtieri ✔️ Sindaco | 19 889               | 55,06           | 17 804  | 31,81   | 4 877                     | 9,45   | 8     |       |
| Vento Nuovo                          | Benito Gualtieri ✔️ Sindaco | 19 889               | 55,06           | 17 804  | 31,81   | 3 099                     | 6,00   | 5     |       |
| Commercianti Lavoratori Liberi       | Benito Gualtieri ✔️ Sindaco | 19 889               | 55,06           | 17 804  | 31,81   | 1 210                     | 2,34   | 2     |       |
|                                      | Nunzio Lacquaniti           | 16 233               | 44,94           | 22 894  | 40,90   | Forza Italia              | 11 198 | 21,69 | 4     |
| Alleanza Nazionale                   | Nunzio Lacquaniti           | 16 233               | 44,94           | 22 894  | 40,90   | 7 323                     | 14,18  | 3     |       |
| Spazio Democratico                   | Nunzio Lacquaniti           | 16 233               | 44,94           | 22 894  | 40,90   | 4 703                     | 9,11   | 2     |       |
| Seggio di coalizione                 | Seggio di coalizione        | Seggio di coalizione | 44,94           | 22 894  | 40,90   | 1                         |        |       |       |
|                                      | Antonio Alberti             | Antonio Alberti      | Antonio Alberti | 15 273  | 27,29   | Progressisti              | 9 777  | 18,94 | 4     |
| Partito della Rifondazione Comunista | Antonio Alberti             | Antonio Alberti      | Antonio Alberti | 15 273  | 27,29   | 3 607                     | 6,99   | 1     |       |
| Seggio di coalizione                 | Seggio di coalizione        | Seggio di coalizione | Antonio Alberti | 15 273  | 27,29   | 1                         |        |       |       |
| Totale                               | Totale                      | 36 122               | 100             | 55 971  | 100     |                           | 51 627 | 100   | 40    |
|                                      |                             |                      |                 |         |         |                           |        |       |       |
| Fonte: Ministero dell'interno        |                             |                      |                 |         |         |                           |        |       |       |

#### Vibo Valentia
| Candidati                            | Candidati                    | II turno               | II turno               | I turno | I turno | Liste                     | Voti   | %     | Seggi |
| Candidati                            | Candidati                    | Voti                   | %                      | Voti    | %       | Liste                     | Voti   | %     | Seggi |
| ------------------------------------ | ---------------------------- | ---------------------- | ---------------------- | ------- | ------- | ------------------------- | ------ | ----- | ----- |
|                                      | Giuseppe Iannello ✔️ Sindaco | 8 238                  | 50,59                  | 7 939   | 38,96   | Progressisti              | 3 261  | 17,33 | 11    |
| Lista Civica                         | Giuseppe Iannello ✔️ Sindaco | 8 238                  | 50,59                  | 7 939   | 38,96   | 2 289                     | 12,16  | 8     |       |
| Lista Civica                         | Giuseppe Iannello ✔️ Sindaco | 8 238                  | 50,59                  | 7 939   | 38,96   | 964                       | 5,12   | 3     |       |
| Partito della Rifondazione Comunista | Giuseppe Iannello ✔️ Sindaco | 8 238                  | 50,59                  | 7 939   | 38,96   | 764                       | 4,06   | 2     |       |
|                                      | Francesco De Filippis        | 8 046                  | 49,41                  | 5 397   | 26,49   | Alleanza Nazionale        | 4 489  | 23,85 | 5     |
| Seggio di coalizione                 | Seggio di coalizione         | Seggio di coalizione   | 49,41                  | 5 397   | 26,49   | 1                         |        |       |       |
|                                      | Mario Giancotti              | Mario Giancotti        | Mario Giancotti        | 5 029   | 24,68   | Partito Popolare Italiano | 2 848  | 15,13 | 4     |
| Lista Civica                         | Mario Giancotti              | Mario Giancotti        | Mario Giancotti        | 5 029   | 24,68   | 1 523                     | 8,09   | 2     |       |
| Lista Civica                         | Mario Giancotti              | Mario Giancotti        | Mario Giancotti        | 5 029   | 24,68   | 678                       | 3,60   | –     |       |
| Seggio di coalizione                 | Seggio di coalizione         | Seggio di coalizione   | Mario Giancotti        | 5 029   | 24,68   | 1                         |        |       |       |
|                                      | Giuseppe Antonio Sarlo       | Giuseppe Antonio Sarlo | Giuseppe Antonio Sarlo | 2 012   | 9,87    | Forza Italia (A)          | 2 004  | 10,65 | 2     |
| Seggio di coalizione                 | Seggio di coalizione         | Seggio di coalizione   | Giuseppe Antonio Sarlo | 2 012   | 9,87    | 1                         |        |       |       |
| Totale                               | Totale                       | 16 284                 | 100                    | 20 377  | 100     |                           | 18 820 | 100   | 40    |
|                                      |                              |                        |                        |         |         |                           |        |       |       |
| Fonte: Ministero dell'interno        |                              |                        |                        |         |         |                           |        |       |       |

Le elezioni, in origine fissate per il novembre del 1993, furono rinviate a causa di alcune irregolarità nella presentazione delle liste (fonte)

### Sicilia
N.B.- Secondo la legge elettorale siciliana (L.R. n. 7, 26 agosto 1992), il voto si esprimeva su due schede, l'una per l'elezione del Consiglio comunale e l'altra per l'elezione diretta del Sindaco. Nei Comuni con popolazione superiore a 10.000 abitanti, più liste potevano dichiarare di costituire una coalizione. L'apparentamento era ammesso esclusivamente tra le liste e non con i candidati alla carica di Sindaco. Il 70% dei seggi (con arrotondamento, in caso di numero frazionario, all'unità superiore) era assegnato proporzionalmente; i restanti seggi erano attribuiti, secondo il criterio proporzionale, per due terzi alla lista o al gruppo di liste coalizzate che avesse conseguito il maggior numero dei voti validi, e i seggi ulteriormente residui alla lista o alla coalizione di liste risultata seconda per numero di voti validi attribuiti (art. 23).

#### Enna
| Candidati                            | Candidati                  | II turno                   | II turno                   | I turno | I turno | Liste                     | Voti   | %     | Seggi |
| Candidati                            | Candidati                  | Voti                       | %                          | Voti    | %       | Liste                     | Voti   | %     | Seggi |
| ------------------------------------ | -------------------------- | -------------------------- | -------------------------- | ------- | ------- | ------------------------- | ------ | ----- | ----- |
|                                      | Antonio Alvano ✔️ Sindaco  | 7 696                      | 50,14                      | 4 356   | 25,16   | Forza Italia - CCD        | 3 486  | 19,48 | 7     |
| Alleanza Nazionale                   | Antonio Alvano ✔️ Sindaco  | 7 696                      | 50,14                      | 4 356   | 25,16   | 2 807                     | 15,68  | 5     |       |
|                                      | Claudio Antonio Faraci     | 7 654                      | 49,86                      | 3 896   | 22,50   | La Città dei Cittadini    | 2 536  | 14,17 | 2     |
| Seggio di coalizione                 | Seggio di coalizione       | Seggio di coalizione       | 49,86                      | 3 896   | 22,50   | 1                         |        |       |       |
|                                      | Angelo Moceri              | Angelo Moceri              | Angelo Moceri              | 3 462   | 19,99   | Progressisti              | 3 101  | 17,33 | 6     |
| Seggio di coalizione                 | Seggio di coalizione       | Seggio di coalizione       | Angelo Moceri              | 3 462   | 19,99   | 1                         |        |       |       |
|                                      | Eduardo Fontanazza         | Eduardo Fontanazza         | Eduardo Fontanazza         | 2 812   | 16,24   | Lista Fontanazza          | 1 108  | 6,19  | –     |
| Partito della Rifondazione Comunista | Eduardo Fontanazza         | Eduardo Fontanazza         | Eduardo Fontanazza         | 2 812   | 16,24   | 429                       | 2,40   | –     |       |
| Progressisti                         | Eduardo Fontanazza         | Eduardo Fontanazza         | Eduardo Fontanazza         | 2 812   | 16,24   | 415                       | 2,32   | –     |       |
| Seggio di coalizione                 | Seggio di coalizione       | Seggio di coalizione       | Eduardo Fontanazza         | 2 812   | 16,24   | 1                         |        |       |       |
|                                      | Enrico Ovidio Cascio       | Enrico Ovidio Cascio       | Enrico Ovidio Cascio       | 2 435   | 14,06   | Partito Popolare Italiano | 3 409  | 19,05 | 6     |
| Seggio di coalizione                 | Seggio di coalizione       | Seggio di coalizione       | Enrico Ovidio Cascio       | 2 435   | 14,06   | 1                         |        |       |       |
|                                      | Concetto Benedetto Murgano | Concetto Benedetto Murgano | Concetto Benedetto Murgano | 354     | 2,04    | Uniti per Cambiare        | 607    | 3,39  | –     |
| Totale                               | Totale                     | 15 350                     | 100                        | 17 315  | 100     |                           | 17 898 | 100   | 30    |
|                                      |                            |                            |                            |         |         |                           |        |       |       |
| Fonte: Ministero dell'interno        |                            |                            |                            |         |         |                           |        |       |       |

#### Messina
| Candidati | Candidati                                                                                                 | Voti    | %     |
| --------- | --- | ------- | ----- |
|           | Angelo Carmona (FI-CCD) Accede al ballottaggio                                                            | 40.822  | 32,05 |
|           | Francesco Providenti (Governare Messina Solidarietà e Sviluppo-Progressisti-Altri) Accede al ballottaggio | 34.187  | 26,84 |
|           | Giovanbattista Davoli (AN)                                                                                | 22.856  | 17,94 |
|           | Francesco Pitrè (PPI-PRI)                                                                                 | 14.350  | 11,27 |
|           | Calogero Centofanti (Lista Indipendente)                                                                  | 8.694   | 6,83  |
|           | Orazio Miloro                                                                                             | 3.671   | 2,88  |
|           | Giovanni Mattia Di Vona                                                                                   | 1.750   | 1,37  |
|           | Giuseppe Luciano Tringali (Lista Indipendente)                                                            | 1.050   | 0,82  |
| Totale    | Totale | 127.380 | 100   |

| Liste                         | Liste                                    | Voti    | %     | Seggi |
| ----------------------------- | ---------------------------------------- | ------- | ----- | ----- |
|                               | Forza Italia                             | 32.649  | 24,17 | 11    |
| Centro Cristiano Democratico  | 22.662                                   | 16,77   | 7     |       |
| Alleanza Nazionale            | 19.418                                   | 14,37   | 6     |       |
| Unione di Centro              | 12.084                                   | 8,94    | 4     |       |
|                               | Partito Popolare Italiano                | 16.929  | 12,53 | 8     |
| Partito Repubblicano Italiano | 3.515                                    | 2,60    | -     |       |
|                               | Governare Messina Solidarietà e Sviluppo | 16.011  | 11,85 | 4     |
| Progressisti-Altri            | 3.668                                    | 2,72    | -     |       |
|                               | Lista civica                             | 2.860   | 2,12  | -     |
|                               | Lista civica                             | 2.628   | 1,95  | -     |
|                               | Lista Indipendente                       | 2.130   | 1,58  | -     |
|                               | Lista Indipendente                       | 546     | 0,40  | -     |
| Totale                        | Totale                                   | 135.100 | 100   | 40    |

Ballottaggio
| Candidati | Candidati                       | Voti    | %     |
| --------- | ------------------------------- | ------- | ----- |
|           | Francesco Providenti ✔️ Sindaco | 62.869  | 60,05 |
|           | Angelo Carmona                  | 41.823  | 39,95 |
| Totale    | Totale                          | 104.692 | 100   |

#### Ragusa
| Candidati | Candidati                                              | Voti   | %     |
| --------- | ------------------------------------------------------ | ------ | ----- |
|           | Giorgio Chessari (Progressisti) Accede al ballottaggio | 11.818 | 29,37 |
|           | Giuseppe Malfitano (Polo) Accede al ballottaggio       | 9.228  | 22,93 |
|           | Angelo Schembari (Lista civica)                        | 7.788  | 19,35 |
|           | Giorgio Massari                                        | 7.445  | 18,50 |
|           | Giovanni Firrito (PPI)                                 | 3.963  | 9,85  |
| Totale    | Totale                                                 | 40.242 | 100   |

| Liste                        | Liste                                | Voti | %    | Seggi |
| ---------------------------- | ------------------------------------ | ---- | ---- | ----- |
|                              | Partito Popolare Italiano            |      | 24,2 | 9     |
| Progressisti                 |                                      | 22,9 | 8    |       |
| Lista civica                 |                                      | 3,0  | -    |       |
| La Rete                      |                                      | 2,9  | -    |       |
| Patto Segni                  |                                      | 2,7  | -    |       |
|                              | Forza Italia                         |      | 23,1 | 8     |
| Alleanza Nazionale           |                                      | 11,4 | 3    |       |
| Centro Cristiano Democratico |                                      | 4,8  | 1    |       |
|                              | Partito della Rifondazione Comunista |      | 5,0  | 1     |
| Totale                       | Totale                               |      | 100  | 30    |

Ballottaggio
| Candidati | Candidati                   | Voti | %    |
| --------- | --------------------------- | ---- | ---- |
|           | Giorgio Chessari ✔️ Sindaco |      | 59,6 |
|           | Giuseppe Malfitano          |      | 40,4 |
| Totale    | Totale                      |      | 100  |

#### Siracusa
| Candidati                          | Candidati                | II turno             | II turno             | I turno | I turno | Liste                                | Voti   | %     | Seggi |
| Candidati                          | Candidati                | Voti                 | %                    | Voti    | %       | Liste                                | Voti   | %     | Seggi |
| ---------------------------------- | ------------------------ | -------------------- | -------------------- | ------- | ------- | ------------------------------------ | ------ | ----- | ----- |
|                                    | Marco Fatuzzo ✔️ Sindaco | 22 781               | 54,15                | 20 536  | 31,60   | Partito Popolare Italiano            | 8 404  | 12,10 | 8     |
| Partito Democratico della Sinistra | Marco Fatuzzo ✔️ Sindaco | 22 781               | 54,15                | 20 536  | 31,60   | 8 213                                | 11,82  | 4     |       |
| La Rete                            | Marco Fatuzzo ✔️ Sindaco | 22 781               | 54,15                | 20 536  | 31,60   | 4 496                                | 6,47   | 2     |       |
|                                    | Alfredo Immè             | 19 292               | 45,85                | 27 645  | 42,54   | Forza Italia                         | 13 386 | 19,27 | 9     |
| Alleanza Nazionale                 | Alfredo Immè             | 19 292               | 45,85                | 27 645  | 42,54   | 9 158                                | 13,18  | 7     |       |
| Centro Cristiano Democratico       | Alfredo Immè             | 19 292               | 45,85                | 27 645  | 42,54   | 5 178                                | 7,45   | 3     |       |
| Seggio di coalizione               | Seggio di coalizione     | Seggio di coalizione | 45,85                | 27 645  | 42,54   | 1                                    |        |       |       |
|                                    | Giuseppe Midolo          | Giuseppe Midolo      | Giuseppe Midolo      | 8 009   | 12,33   | Insieme - Siracusa Nuova             | 5 303  | 7,63  | 1     |
| Seggio di coalizione               | Seggio di coalizione     | Seggio di coalizione | Giuseppe Midolo      | 8 009   | 12,33   | 1                                    |        |       |       |
|                                    | Ermanno Guido Adorno     | Ermanno Guido Adorno | Ermanno Guido Adorno | 5 471   | 8,42    | Partito della Rifondazione Comunista | 1 672  | 2,41  | –     |
|                                    | Domenico Mirabella       | Domenico Mirabella   | Domenico Mirabella   | 3 319   | 5,11    | Patto Segni                          | 2 830  | 4,07  | –     |
| Seggio di coalizione               | Seggio di coalizione     | Seggio di coalizione | Domenico Mirabella   | 3 319   | 5,11    | 1                                    |        |       |       |
|                                    | -                        | -                    | -                    | 0       | 0,00    | Lista Civica                         | 3 677  | 5,29  | 1     |
|                                    | -                        | -                    | -                    | 0       | 0,00    | Eterogenea                           | 2 933  | 4,22  | 1     |
|                                    | -                        | -                    | -                    | 0       | 0,00    | Mista di Centro                      | 2 599  | 3,74  | 1     |
|                                    | -                        | -                    | -                    | 0       | 0,00    | Lista Civica                         | 1 615  | 2,32  | –     |
| Totale                             | Totale                   | 42 073               | 100                  | 64 980  | 100     |                                      | 69 464 | 100   | 40    |
|                                    |                          |                      |                      |         |         |                                      |        |       |       |
| Fonte: Ministero dell'interno      |                          |                      |                      |         |         |                                      |        |       |       |

#### Trapani
|                               | Gabriele D'Alì            | 13 424                | 36,03 | Forza Italia                   | 9 390  | 24,42 | 9  |  |  |
| Alleanza Nazionale            | Gabriele D'Alì            | 13 424                | 36,03 | 4 138                          | 10,76  | 4     |    |  |  |
| Seggio del presidente         | Seggio del presidente     | Seggio del presidente | 36,03 | 1                              |        |       |    |  |  |
|                               | Mario Buscaino ✔️ Sindaco | 12 463                | 33,46 | Movimento Democratico Popolare | 7 619  | 19,81 | 6  |  |  |
| Polo Democratico              | Mario Buscaino ✔️ Sindaco | 12 463                | 33,46 | 5 064                          | 13,17  | 3     |    |  |  |
|                               | Cesare Colbertaldo        | 6 578                 | 17,66 | Amministrare Trapani           | 4 288  | 11,15 | 2  |  |  |
| Partito Popolare Italiano     | Cesare Colbertaldo        | 6 578                 | 17,66 | 2 358                          | 6,13   | 1     |    |  |  |
| Seggio di coalizione          | Seggio di coalizione      | Seggio di coalizione  | 17,66 | 1                              |        |       |    |  |  |
|                               | Alessandro De Santis      | 3 799                 | 10,20 | Progressisti                   | 3 677  | 9,56  | 1  |  |  |
| La Rete                       | Alessandro De Santis      | 3 799                 | 10,20 | 1 922                          | 5,00   | 1     |    |  |  |
| Seggio di coalizione          | Seggio di coalizione      | Seggio di coalizione  | 10,20 | 1                              |        |       |    |  |  |
|                               | Pietro Gaeta              | 989                   | 2,65  | Movimento Tesa                 | 0      | 0,00  | 0  |  |  |
| Totale                        | Totale                    | 37 253                | 100   |                                | 38 456 | 100   | 30 |  |  |
|                               |                           |                       |       |                                |        |       |    |  |  |
| Fonte: Ministero dell'interno |                           |                       |       |                                |        |       |    |  |  |

Ballottaggio
| Candidati | Candidati                 | Voti | %    |
| --------- | ------------------------- | ---- | ---- |
|           | Mario Buscaino ✔️ Sindaco |      | 63,1 |
|           | Gabriele D'Alì            |      | 36,9 |
| Totale    | Totale                    |      | 100  |

- Dettagli: fonte

### Sardegna

#### Oristano
| Candidati                          | Candidati                 | II turno               | II turno               | I turno | I turno | Liste                         | Voti   | %     | Seggi |
| Candidati                          | Candidati                 | Voti                   | %                      | Voti    | %       | Liste                         | Voti   | %     | Seggi |
| ---------------------------------- | ------------------------- | ---------------------- | ---------------------- | ------- | ------- | ----------------------------- | ------ | ----- | ----- |
|                                    | Mariano Scarpa ✔️ Sindaco | 8 384                  | 52,93                  | 3 807   | 19,70   | Progressisti                  | 2 190  | 12,74 | 7     |
| Oristano Democratica (AD-PSI-PSDI) | Mariano Scarpa ✔️ Sindaco | 8 384                  | 52,93                  | 3 807   | 19,70   | 830                           | 4,83   | 2     |       |
|                                    | Marco Pio Martinez        | 7 456                  | 47,07                  | 5 824   | 30,13   | Forza Italia                  | 3 346  | 19,47 | 6     |
| Alleanza Nazionale                 | Marco Pio Martinez        | 7 456                  | 47,07                  | 5 824   | 30,13   | 1 568                         | 9,12   | 2     |       |
| Seggio di coalizione               | Seggio di coalizione      | Seggio di coalizione   | 47,07                  | 5 824   | 30,13   | 1                             |        |       |       |
|                                    | Carlo Pettinau            | Carlo Pettinau         | Carlo Pettinau         | 3 057   | 15,82   | Lista Civica                  | 2 280  | 13,27 | 4     |
| Partito Sardo d'Azione             | Carlo Pettinau            | Carlo Pettinau         | Carlo Pettinau         | 3 057   | 15,82   | 756                           | 4,40   | 1     |       |
| Seggio di coalizione               | Seggio di coalizione      | Seggio di coalizione   | Carlo Pettinau         | 3 057   | 15,82   | 1                             |        |       |       |
|                                    | Giovanni Maria Sanna      | Giovanni Maria Sanna   | Giovanni Maria Sanna   | 2 763   | 14,30   | Partito Popolare Italiano (A) | 2 720  | 15,83 | 7     |
| Seggio di coalizione               | Seggio di coalizione      | Seggio di coalizione   | Giovanni Maria Sanna   | 2 763   | 14,30   | 1                             |        |       |       |
|                                    | Maddalena Della Casa      | Maddalena Della Casa   | Maddalena Della Casa   | 2 617   | 13,54   | Patto Segni (B)               | 2 415  | 14,05 | 6     |
| Seggio di coalizione               | Seggio di coalizione      | Seggio di coalizione   | Maddalena Della Casa   | 2 617   | 13,54   | 1                             |        |       |       |
|                                    | Francesca Salis           | Francesca Salis        | Francesca Salis        | 829     | 4,29    | Progressisti                  | 732    | 4,26  | –     |
| Seggio di coalizione               | Seggio di coalizione      | Seggio di coalizione   | Francesca Salis        | 829     | 4,29    | 1                             |        |       |       |
|                                    | Gerardo Vincenzo Collu    | Gerardo Vincenzo Collu | Gerardo Vincenzo Collu | 430     | 2,22    | Partidu Sardu Indipendentista | 350    | 2,04  | –     |
| Totale                             | Totale                    | 15 840                 | 100                    | 19 327  | 100     |                               | 17 187 | 100   | 40    |
|                                    |                           |                        |                        |         |         |                               |        |       |       |
| Fonte: Ministero dell'interno      |                           |                        |                        |         |         |                               |        |       |       |

## Elezioni comunali del novembre 1994

### Lombardia

#### Brescia
| Candidati                        | Candidati                    | II turno               | II turno               | I turno | I turno | Liste                                | Voti    | %     | Seggi |
| Candidati                        | Candidati                    | Voti                   | %                      | Voti    | %       | Liste                                | Voti    | %     | Seggi |
| -------------------------------- | ---------------------------- | ---------------------- | ---------------------- | ------- | ------- | ------------------------------------ | ------- | ----- | ----- |
|                                  | Mino Martinazzoli ✔️ Sindaco | 65 899                 | 56,47                  | 55 905  | 41,14   | Partito Democratico della Sinistra   | 22 606  | 20,39 | 11    |
| Partito Popolare Italiano        | Mino Martinazzoli ✔️ Sindaco | 65 899                 | 56,47                  | 55 905  | 41,14   | 22 227                               | 20,05   | 10    |       |
| Lista Civica (PSI - PRI)         | Mino Martinazzoli ✔️ Sindaco | 65 899                 | 56,47                  | 55 905  | 41,14   | 2 186                                | 1,97    | 1     |       |
| Lista Ecologista (FdV - La Rete) | Mino Martinazzoli ✔️ Sindaco | 65 899                 | 56,47                  | 55 905  | 41,14   | 1 651                                | 1,49    | –     |       |
|                                  | Vito Gnutti                  | 50 799                 | 43,53                  | 36 365  | 26,76   | Lega Nord                            | 17 416  | 15,71 | 5     |
| Forza Italia                     | Vito Gnutti                  | 50 799                 | 43,53                  | 36 365  | 26,76   | 13 416                               | 12,10   | 4     |       |
| Seggio di coalizione             | Seggio di coalizione         | Seggio di coalizione   | 43,53                  | 36 365  | 26,76   | 1                                    |         |       |       |
|                                  | Viviana Beccalossi           | Viviana Beccalossi     | Viviana Beccalossi     | 16 236  | 11,95   | Alleanza Nazionale                   | 13 460  | 12,14 | 3     |
| Seggio di coalizione             | Seggio di coalizione         | Seggio di coalizione   | Viviana Beccalossi     | 16 236  | 11,95   | 1                                    |         |       |       |
|                                  | Angelo Rampinelli Rota       | Angelo Rampinelli Rota | Angelo Rampinelli Rota | 14 085  | 10,37   | La Pallata (A)                       | 4 819   | 4,35  | 1     |
| Patto per Brescia                | Angelo Rampinelli Rota       | Angelo Rampinelli Rota | Angelo Rampinelli Rota | 14 085  | 10,37   | 2 499                                | 2,25    | –     |       |
| Seggio di coalizione             | Seggio di coalizione         | Seggio di coalizione   | Angelo Rampinelli Rota | 14 085  | 10,37   | 1                                    |         |       |       |
|                                  | Fausto Manara                | Fausto Manara          | Fausto Manara          | 11 203  | 8,24    | Partito della Rifondazione Comunista | 7 473   | 6,74  | 1     |
| Brescia per Tutti                | Fausto Manara                | Fausto Manara          | Fausto Manara          | 11 203  | 8,24    | 1 174                                | 1,06    | –     |       |
| Seggio di coalizione             | Seggio di coalizione         | Seggio di coalizione   | Fausto Manara          | 11 203  | 8,24    | 1                                    |         |       |       |
|                                  | Silvio Moretti               | Silvio Moretti         | Silvio Moretti         | 811     | 0,60    | Lega Pensionati - Lega Alpina        | 807     | 0,73  | –     |
|                                  | Roberto Gremmo               | Roberto Gremmo         | Roberto Gremmo         | 783     | 0,58    | Lega Alpina Lumbarda                 | 744     | 0,67  | –     |
|                                  | Salvatore Spatarella         | Salvatore Spatarella   | Salvatore Spatarella   | 499     | 0,37    | Partito della Legge Naturale         | 380     | 0,34  | –     |
| Totale                           | Totale                       | 116 698                | 100                    | 135 887 | 100     |                                      | 110 858 | 100   | 40    |
|                                  |                              |                        |                        |         |         |                                      |         |       |       |
| Fonte: Ministero dell'interno    |                              |                        |                        |         |         |                                      |         |       |       |

#### Sondrio
| Candidati                     | Candidati                 | II turno             | II turno           | I turno | I turno | Liste                                | Voti   | %     | Seggi |
| Candidati                     | Candidati                 | Voti                 | %                  | Voti    | %       | Liste                                | Voti   | %     | Seggi |
| ----------------------------- | ------------------------- | -------------------- | ------------------ | ------- | ------- | ------------------------------------ | ------ | ----- | ----- |
|                               | Alcide Molteni ✔️ Sindaco | 7 702                | 57,69              | 4 035   | 26,67   | Sondrio Democratica                  | 2 831  | 19,89 | 24    |
|                               | Giuseppe Camurri          | 5 648                | 42,31              | 2 445   | 16,16   | Lega Nord                            | 2 666  | 18,73 | 3     |
| Seggio di coalizione          | Seggio di coalizione      | Seggio di coalizione | 42,31              | 2 445   | 16,16   | 1                                    |        |       |       |
|                               | Giovanni Viganò           | Giovanni Viganò      | Giovanni Viganò    | 2 041   | 13,49   | Partito Popolare Italiano            | 1 952  | 13,71 | 2     |
| Seggio di coalizione          | Seggio di coalizione      | Seggio di coalizione | Giovanni Viganò    | 2 041   | 13,49   | 1                                    |        |       |       |
|                               | Pierluigi Tremonti        | Pierluigi Tremonti   | Pierluigi Tremonti | 1 859   | 12,29   | Lista Area Governo (AN - CCD)        | 1 458  | 10,24 | 1     |
| Seggio di coalizione          | Seggio di coalizione      | Seggio di coalizione | Pierluigi Tremonti | 1 859   | 12,29   | 1                                    |        |       |       |
|                               | Franco Fustella           | Franco Fustella      | Franco Fustella    | 1 791   | 11,84   | Forza Italia (A)                     | 1 919  | 13,48 | 2     |
| Seggio di coalizione          | Seggio di coalizione      | Seggio di coalizione | Franco Fustella    | 1 791   | 11,84   | 1                                    |        |       |       |
|                               | Gianfranco Cucchi         | Gianfranco Cucchi    | Gianfranco Cucchi  | 1 148   | 7,59    | Sondrio per Sondrio                  | 1 397  | 9,81  | 1     |
| Seggio di coalizione          | Seggio di coalizione      | Seggio di coalizione | Gianfranco Cucchi  | 1 148   | 7,59    | 1                                    |        |       |       |
|                               | Roberto Giugni            | Roberto Giugni       | Roberto Giugni     | 1 080   | 7,14    | Vivere Sondrio                       | 1 182  | 8,30  | –     |
| Seggio di coalizione          | Seggio di coalizione      | Seggio di coalizione | Roberto Giugni     | 1 080   | 7,14    | 1                                    |        |       |       |
|                               | Franco Gianasso           | Franco Gianasso      | Franco Gianasso    | 733     | 4,84    | Partito della Rifondazione Comunista | 830    | 5,83  | –     |
| Seggio di coalizione          | Seggio di coalizione      | Seggio di coalizione | Franco Gianasso    | 733     | 4,84    | 1                                    |        |       |       |
| Totale                        | Totale                    | 13 350               | 100                | 15 132  | 100     |                                      | 14 235 | 100   | 40    |
|                               |                           |                      |                    |         |         |                                      |        |       |       |
| Fonte: Ministero dell'interno |                           |                      |                    |         |         |                                      |        |       |       |

### Veneto

#### Treviso
| Candidati                           | Candidati                      | II turno             | II turno           | I turno | I turno | Liste                                | Voti   | %     | Seggi |
| Candidati                           | Candidati                      | Voti                 | %                  | Voti    | %       | Liste                                | Voti   | %     | Seggi |
| ----------------------------------- | ------------------------------ | -------------------- | ------------------ | ------- | ------- | ------------------------------------ | ------ | ----- | ----- |
|                                     | Giancarlo Gentilini ✔️ Sindaco | 24 888               | 54,83              | 12 652  | 22,97   | Lega Nord                            | 8 103  | 17,15 | 20    |
| Coordinamento per Treviso (PS - AD) | Giancarlo Gentilini ✔️ Sindaco | 24 888               | 54,83              | 12 652  | 22,97   | 1 841                                | 3,90   | 4     |       |
|                                     | Aldo Tognana                   | 20 506               | 45,17              | 16 485  | 29,93   | Progressisti                         | 7 744  | 16,39 | 4     |
| Partito Popolare Italiano           | Aldo Tognana                   | 20 506               | 45,17              | 16 485  | 29,93   | 7 012                                | 14,84  | 3     |       |
| Seggio di coalizione                | Seggio di coalizione           | Seggio di coalizione | 45,17              | 16 485  | 29,93   | 1                                    |        |       |       |
|                                     | Stefano Cerniato               | Stefano Cerniato     | Stefano Cerniato   | 8 777   | 15,94   | Forza Italia                         | 6 503  | 13,77 | 2     |
| Liga Nathion Veneta                 | Stefano Cerniato               | Stefano Cerniato     | Stefano Cerniato   | 8 777   | 15,94   | 694                                  | 1,47   | –     |       |
| Seggio di coalizione                | Seggio di coalizione           | Seggio di coalizione | Stefano Cerniato   | 8 777   | 15,94   | 1                                    |        |       |       |
|                                     | Aldo Di Pasquale               | Aldo Di Pasquale     | Aldo Di Pasquale   | 5 933   | 10,77   | Alleanza Nazionale                   | 5 326  | 11,28 | 1     |
| Seggio di coalizione                | Seggio di coalizione           | Seggio di coalizione | Aldo Di Pasquale   | 5 933   | 10,77   | 1                                    |        |       |       |
|                                     | Antonio Mazzarolli             | Antonio Mazzarolli   | Antonio Mazzarolli | 5 063   | 9,19    | Ritrovare Treviso                    | 4 666  | 9,88  | 1     |
| Seggio di coalizione                | Seggio di coalizione           | Seggio di coalizione | Antonio Mazzarolli | 5 063   | 9,19    | 1                                    |        |       |       |
|                                     | Zenone Giuliato                | Zenone Giuliato      | Zenone Giuliato    | 3 716   | 6,75    | Partito della Rifondazione Comunista | 3 306  | 7,00  | –     |
| Seggio di coalizione                | Seggio di coalizione           | Seggio di coalizione | Zenone Giuliato    | 3 716   | 6,75    | 1                                    |        |       |       |
|                                     | Daniele Zanini                 | Daniele Zanini       | Daniele Zanini     | 1 276   | 2,32    | Presenze                             | 1 102  | 2,33  | –     |
|                                     | Luigi Dalla Rosa               | Luigi Dalla Rosa     | Luigi Dalla Rosa   | 1 170   | 2,12    | Lega Autonomia Veneta                | 939    | 1,99  | –     |
| Totale                              | Totale                         | 45 394               | 100                | 55 072  | 100     |                                      | 47 236 | 100   | 40    |
|                                     |                                |                      |                    |         |         |                                      |        |       |       |
| Fonte: Ministero dell'interno       |                                |                      |                    |         |         |                                      |        |       |       |

### Toscana

#### Massa
| Candidati                               | Candidati                | II turno              | II turno              | I turno | I turno | Liste                                | Voti   | %     | Seggi |
| Candidati                               | Candidati                | Voti                  | %                     | Voti    | %       | Liste                                | Voti   | %     | Seggi |
| --------------------------------------- | ------------------------ | --------------------- | --------------------- | ------- | ------- | ------------------------------------ | ------ | ----- | ----- |
|                                         | Roberto Pucci ✔️ Sindaco | 23 779                | 67,37                 | 21 186  | 49,10   | Partito Democratico della Sinistra   | 8 136  | 20,77 | 10    |
| Partito Popolare Italiano               | Roberto Pucci ✔️ Sindaco | 23 779                | 67,37                 | 21 186  | 49,10   | 5 492                                | 14,02  | 7     |       |
| Partito Repubblicano Italiano           | Roberto Pucci ✔️ Sindaco | 23 779                | 67,37                 | 21 186  | 49,10   | 2 417                                | 6,17   | 3     |       |
| Federazione Laburista                   | Roberto Pucci ✔️ Sindaco | 23 779                | 67,37                 | 21 186  | 49,10   | 1 874                                | 4,78   | 2     |       |
| Patto Segni - Alleanza Democratica      | Roberto Pucci ✔️ Sindaco | 23 779                | 67,37                 | 21 186  | 49,10   | 1 481                                | 3,78   | 1     |       |
| Partito Socialista Italiano             | Roberto Pucci ✔️ Sindaco | 23 779                | 67,37                 | 21 186  | 49,10   | 1 332                                | 3,40   | 1     |       |
|                                         | Silvio Vita              | 11 515                | 32,63                 | 10 268  | 23,80   | Forza Italia                         | 3 464  | 8,84  | 3     |
| Alleanza Nazionale                      | Silvio Vita              | 11 515                | 32,63                 | 10 268  | 23,80   | 3 269                                | 8,35   | 3     |       |
| Partito Socialista Democratico Italiano | Silvio Vita              | 11 515                | 32,63                 | 10 268  | 23,80   | 1 156                                | 2,95   | 1     |       |
| Centro Cristiano Democratico            | Silvio Vita              | 11 515                | 32,63                 | 10 268  | 23,80   | 900                                  | 2,30   | –     |       |
| Seggio di coalizione                    | Seggio di coalizione     | Seggio di coalizione  | 32,63                 | 10 268  | 23,80   | 1                                    |        |       |       |
|                                         | Sauro Quadrelli          | Sauro Quadrelli       | Sauro Quadrelli       | 8 202   | 19,01   | Partito della Rifondazione Comunista | 4 840  | 12,36 | 4     |
| Federazione dei Verdi                   | Sauro Quadrelli          | Sauro Quadrelli       | Sauro Quadrelli       | 8 202   | 19,01   | 1 465                                | 3,74   | 1     |       |
| Seggio di coalizione                    | Seggio di coalizione     | Seggio di coalizione  | Sauro Quadrelli       | 8 202   | 19,01   | 1                                    |        |       |       |
|                                         | Pier Paolo Battistini    | Pier Paolo Battistini | Pier Paolo Battistini | 1 884   | 4,37    | Polo Democratico                     | 1 692  | 4,32  | –     |
| Seggio di coalizione                    | Seggio di coalizione     | Seggio di coalizione  | Pier Paolo Battistini | 1 884   | 4,37    | 1                                    |        |       |       |
|                                         | Adriano Breschi          | Adriano Breschi       | Adriano Breschi       | 1 021   | 2,37    | Massa Picta                          | 1 031  | 2,63  | –     |
| Seggio di coalizione                    | Seggio di coalizione     | Seggio di coalizione  | Adriano Breschi       | 1 021   | 2,37    | 1                                    |        |       |       |
|                                         | Fabrizio Venè            | Fabrizio Venè         | Fabrizio Venè         | 588     | 1,36    | Rinascita del PCI                    | 616    | 1,57  | –     |
| Totale                                  | Totale                   | 35 294                | 100                   | 43 149  | 100     |                                      | 39 165 | 100   | 40    |
|                                         |                          |                       |                       |         |         |                                      |        |       |       |
| Fonte: Ministero dell'interno           |                          |                       |                       |         |         |                                      |        |       |       |

#### Pisa
|                                      | Piero Floriani ✔️ Sindaco | 33 321               | 53,18 | Partito Democratico della Sinistra | 15 925 | 28,81 | 14 |  |  |
| Partito della Rifondazione Comunista | Piero Floriani ✔️ Sindaco | 33 321               | 53,18 | 7 614                              | 13,77  | 6     |    |  |  |
| Persone                              | Piero Floriani ✔️ Sindaco | 33 321               | 53,18 | 2 100                              | 3,80   | 1     |    |  |  |
| Federazione dei Verdi                | Piero Floriani ✔️ Sindaco | 33 321               | 53,18 | 1 719                              | 3,11   | 1     |    |  |  |
| Sinistra Oltre                       | Piero Floriani ✔️ Sindaco | 33 321               | 53,18 | 1 450                              | 2,62   | 1     |    |  |  |
| Unione per Pisa                      | Piero Floriani ✔️ Sindaco | 33 321               | 53,18 | 1 196                              | 2,16   | 1     |    |  |  |
|                                      | Marco Tangheroni          | 19 549               | 31,20 | Alleanza Nazionale                 | 6 790  | 12,28 | 5  |  |  |
| Forza Italia                         | Marco Tangheroni          | 19 549               | 31,20 | 6 528                              | 11,81  | 5     |    |  |  |
| Centro Cristiano Democratico         | Marco Tangheroni          | 19 549               | 31,20 | 2 205                              | 3,99   | 1     |    |  |  |
| Seggio di coalizione                 | Seggio di coalizione      | Seggio di coalizione | 31,20 | 1                                  |        |       |    |  |  |
|                                      | Stefano Bottai            | 4 824                | 7,70  | Partito Popolare Italiano          | 4 934  | 8,93  | 3  |  |  |
| Seggio di coalizione                 | Seggio di coalizione      | Seggio di coalizione | 7,70  | 1                                  |        |       |    |  |  |
|                                      | Mario Bonadio             | 1 208                | 1,93  | Liberal Democratici                | 1 138  | 2,06  | –  |  |  |
|                                      | Gianfranco Mannini        | 1 176                | 1,88  | Lista Mannini                      | 943    | 1,71  | –  |  |  |
|                                      | Carlo Filippo Sorrente    | 988                  | 1,58  | Partito Socialista Italiano        | 1 202  | 2,17  | –  |  |  |
|                                      | Marco Vincentini          | 842                  | 1,34  | Il Trammino                        | 820    | 1,48  | –  |  |  |
|                                      | Valerio Ciacchini         | 745                  | 1,19  | Lega Nord                          | 713    | 1,29  | –  |  |  |
| Totale                               | Totale                    | 62 653               | 100   |                                    | 55 277 | 100   | 40 |  |  |
|                                      |                           |                      |       |                                    |        |       |    |  |  |
| Fonte: Ministero dell'interno        |                           |                      |       |                                    |        |       |    |  |  |

### Abruzzo

#### Pescara
| Candidati                            | Candidati             | II turno             | II turno          | I turno | I turno | Liste                              | Voti   | %     | Seggi |
| Candidati                            | Candidati             | Voti                 | %                 | Voti    | %       | Liste                              | Voti   | %     | Seggi |
| ------------------------------------ | --------------------- | -------------------- | ----------------- | ------- | ------- | ---------------------------------- | ------ | ----- | ----- |
|                                      | Carlo Pace ✔️ Sindaco | 38 135               | 52,07             | 37 356  | 46,89   | Alleanza Nazionale                 | 13 411 | 19,68 | 10    |
| Forza Italia                         | Carlo Pace ✔️ Sindaco | 38 135               | 52,07             | 37 356  | 46,89   | 9 098                              | 13,35  | 7     |       |
| Centro Cristiano Democratico         | Carlo Pace ✔️ Sindaco | 38 135               | 52,07             | 37 356  | 46,89   | 7 361                              | 10,80  | 5     |       |
| Nuova Pescara                        | Carlo Pace ✔️ Sindaco | 38 135               | 52,07             | 37 356  | 46,89   | 3 220                              | 4,72   | 2     |       |
|                                      | Mario Collevecchio    | 35 108               | 47,93             | 34 811  | 43,69   | Partito Democratico della Sinistra | 12 799 | 18,78 | 7     |
| Partito Socialista Italiano          | Mario Collevecchio    | 35 108               | 47,93             | 34 811  | 43,69   | 5 130                              | 7,53   | 2     |       |
| Partito della Rifondazione Comunista | Mario Collevecchio    | 35 108               | 47,93             | 34 811  | 43,69   | 3 470                              | 5,09   | 1     |       |
| Progetto Democratico (PRI - FL)      | Mario Collevecchio    | 35 108               | 47,93             | 34 811  | 43,69   | 3 079                              | 4,52   | 1     |       |
| Federazione dei Verdi                | Mario Collevecchio    | 35 108               | 47,93             | 34 811  | 43,69   | 2 951                              | 4,33   | 1     |       |
| Seggio di coalizione                 | Seggio di coalizione  | Seggio di coalizione | 47,93             | 34 811  | 43,69   | 1                                  |        |       |       |
|                                      | Antonio Mimola        | Antonio Mimola       | Antonio Mimola    | 7 083   | 8,89    | Partito Popolare Italiano          | 7 226  | 10,60 | 2     |
| Seggio di coalizione                 | Seggio di coalizione  | Seggio di coalizione | Antonio Mimola    | 7 083   | 8,89    | 1                                  |        |       |       |
|                                      | Sebastiano Curcio     | Sebastiano Curcio    | Sebastiano Curcio | 422     | 0,53    | Lega Nord                          | 404    | 0,59  | –     |
| Totale                               | Totale                | 73 243               | 100               | 79 672  | 100     |                                    | 68 149 | 100   | 40    |
|                                      |                       |                      |                   |         |         |                                    |        |       |       |
| Fonte: Ministero dell'interno        |                       |                      |                   |         |         |                                    |        |       |       |

### Puglia

#### Brindisi
| Candidati                     | Candidati                 | II turno                  | II turno                  | I turno | I turno | Liste                                | Voti   | %     | Seggi |
| Candidati                     | Candidati                 | Voti                      | %                         | Voti    | %       | Liste                                | Voti   | %     | Seggi |
| ----------------------------- | ------------------------- | ------------------------- | ------------------------- | ------- | ------- | ------------------------------------ | ------ | ----- | ----- |
|                               | Michele Errico ✔️ Sindaco | 22 277                    | 51,29                     | 16 344  | 30,73   | Partito Democratico della Sinistra   | 6 868  | 14,22 | 12    |
| Partito Popolare Italiano     | Michele Errico ✔️ Sindaco | 22 277                    | 51,29                     | 16 344  | 30,73   | 4 471                                | 9,25   | 7     |       |
| Progetto Città (PS - AD)      | Michele Errico ✔️ Sindaco | 22 277                    | 51,29                     | 16 344  | 30,73   | 1 677                                | 3,47   | 3     |       |
| Cristiano Sociali             | Michele Errico ✔️ Sindaco | 22 277                    | 51,29                     | 16 344  | 30,73   | 1 522                                | 3,15   | 2     |       |
|                               | Raffaele De Maria         | 21 160                    | 48,71                     | 10 457  | 19,66   | Alleanza Nazionale                   | 6 940  | 14,36 | 4     |
| Centro Cristiano Democratico  | Raffaele De Maria         | 21 160                    | 48,71                     | 10 457  | 19,66   | 2 238                                | 4,63   | 1     |       |
| Forza Brindisi                | Raffaele De Maria         | 21 160                    | 48,71                     | 10 457  | 19,66   | 444                                  | 0,92   | –     |       |
| Seggio di coalizione          | Seggio di coalizione      | Seggio di coalizione      | 48,71                     | 10 457  | 19,66   | 1                                    |        |       |       |
|                               | Gualtiero Gualtieri       | Gualtiero Gualtieri       | Gualtiero Gualtieri       | 10 017  | 18,83   | Forza Italia (A)                     | 5 297  | 10,96 | 2     |
| Unione di Centro (B)          | Gualtiero Gualtieri       | Gualtiero Gualtieri       | Gualtiero Gualtieri       | 10 017  | 18,83   | 2 527                                | 5,23   | 1     |       |
| Brindisi per Brindisi (C)     | Gualtiero Gualtieri       | Gualtiero Gualtieri       | Gualtiero Gualtieri       | 10 017  | 18,83   | 1 576                                | 3,26   | –     |       |
| Seggio di coalizione          | Seggio di coalizione      | Seggio di coalizione      | Gualtiero Gualtieri       | 10 017  | 18,83   | 1                                    |        |       |       |
|                               | Vincenzo Guadalupi        | Vincenzo Guadalupi        | Vincenzo Guadalupi        | 4 670   | 8,78    | Insieme per Brindisi                 | 4 352  | 9,01  | 1     |
| Seggio di coalizione          | Seggio di coalizione      | Seggio di coalizione      | Vincenzo Guadalupi        | 4 670   | 8,78    | 1                                    |        |       |       |
|                               | Piero Settimio Mita       | Piero Settimio Mita       | Piero Settimio Mita       | 3 277   | 6,16    | Partito della Rifondazione Comunista | 1 855  | 3,84  | –     |
| Federazione dei Verdi         | Piero Settimio Mita       | Piero Settimio Mita       | Piero Settimio Mita       | 3 277   | 6,16    | 1 145                                | 2,37   | –     |       |
| Seggio di coalizione          | Seggio di coalizione      | Seggio di coalizione      | Piero Settimio Mita       | 3 277   | 6,16    | 1                                    |        |       |       |
|                               | Francesco Di Paola Rubino | Francesco Di Paola Rubino | Francesco Di Paola Rubino | 3 265   | 6,14    | Viva Brindisi (D)                    | 2 176  | 4,50  | –     |
| Seggio di coalizione          | Seggio di coalizione      | Seggio di coalizione      | Francesco Di Paola Rubino | 3 265   | 6,14    | 1                                    |        |       |       |
|                               | Nicola Massari            | Nicola Massari            | Nicola Massari            | 2 629   | 4,94    | Nuova Proposta                       | 2 516  | 5,21  | –     |
| Seggio di coalizione          | Seggio di coalizione      | Seggio di coalizione      | Nicola Massari            | 2 629   | 4,94    | 1                                    |        |       |       |
|                               | Carmelo Ugo Palazzo       | Carmelo Ugo Palazzo       | Carmelo Ugo Palazzo       | 1 647   | 3,10    | Impegno Sociale                      | 1 910  | 3,95  | –     |
| Seggio di coalizione          | Seggio di coalizione      | Seggio di coalizione      | Carmelo Ugo Palazzo       | 1 647   | 3,10    | 1                                    |        |       |       |
|                               | Tonino Turco              | Tonino Turco              | Tonino Turco              | 880     | 1,65    | Orizzonti Nuovi                      | 801    | 1,66  | –     |
| Totale                        | Totale                    | 43 437                    | 100                       | 53 186  | 100     |                                      | 48 315 | 100   | 40    |
|                               |                           |                           |                           |         |         |                                      |        |       |       |
| Fonte: Ministero dell'interno |                           |                           |                           |         |         |                                      |        |       |       |